# Isla San Jerónimo
Isla San Jerónimo  es una isla de México ubicada en el océano Pacífico frente a las costas de Baja California, dentro de la jurisdicción del municipio de Ensenada.
La isla tiene poco más de 40 hectáreas de extensión, su longitud máxima supera un poco los 1280 metros en sentido nornoreste, sur-suroeste y su anchura máxima es de aproximadamente 460 metros en sentido oeste-noroeste, este-sureste. Se encuentra aproximadamente a 9.4 km al oeste de la costa la península de Baja California, en las coordenadas 115°47'30" longitud oeste y 29°47'35" de latitud norte. Se trata de una isla deshabitada; la población más cercana a la isla es el Rosario de abajo, municipio de Ensenada que se encuentra alrededor de 27 km al nornoreste y la cual no es una población costera. La altura máxima de esta isla ronda los 40 m s. n. m.